# Laguna Parinacota (Bolivia-Perú)
La Laguna Parinacota es una laguna binacional ubicada en la frontera que divide las soberanías de Bolivia y Perú, dentro del llamado Altiplano andino. Las aguas de la laguna se encuentran divididas entre el peruano departamento de Puno y el departamento boliviano de La Paz.
La laguna está a unos 4 216 metros por encima del nivel del mar. Tiene una superficie aproximada de 545 m², con una longitud de 1,3 kilómetros en dirección noroeste y sureste, y su anchura máxima oscila entre 500 y 600 m. Recibe alimentación a través del río Chaullane y de la quebrada Pumuta. El emisario de la laguna, que toma el nombre de río Parinacota, transporta los caudales hacia el río Ancomarca y éste, a su vez, al río Maure.
Por lo que se refiere a la vegetación, la laguna Parinacota está rodeado por bofedales, donde abundan las plantas acuáticas que conforman una rica vegetación. Entre las especies faunísticas destacan las alpacas, las llamas, las vicuñas y las vizcachas, además de una gran variedad de aves silvestres que soportan las condiciones más adversas, como temperaturas de -30 °C; ejemplos de estas aves son los flamencos común (Phoenicopterus chilensis).